# 斯泰爾戰役
斯泰爾戰役（法語：bataille de steyr）發生於1805年11月4日，是第三次反法同盟中的一場戰役，法軍由達武元帥指揮對上掩護庫圖佐夫撤退的神聖羅馬帝國軍隊。

## 註腳
1. ↑  . ISBN 1-85367-276-9 （英语）.